# Ischyrocerus stephenseni
Ischyrocerus stephenseni är en kräftdjursart som beskrevs av Gurjanova 1951. Ischyrocerus stephenseni ingår i släktet Ischyrocerus och familjen Ischyroceridae. Inga underarter finns listade i Catalogue of Life.